# J. P. B. de Josselin de Jong

J.P.B. de Josselin de Jong, professor Culturele Antropologie aan de Universiteit Leiden

Jan Petrus Benjamin de Josselin de Jong (Leiden 13 maart 1886 - Zeist 15 november 1964) was een grondlegger van de moderne Nederlandse antropologie aan Leiden University.
In zijn vroege carrière was De Josselin de Jong museumconservator. Zijn specialiteit was de Amerikaanse en Indonesische etnografie. Hij bekleedde twee leerstoelen antropologie aan de Universiteit Leiden. De eerste was een leerstoel algemene etnologie (1922–1935) en de tweede een leerstoel algemene etnologie en Indonesische etnografie (1935–1956). Zijn neef, Patrick Edward de Josselin de Jong, volgde hem in 1957 op op de tweede leerstoel.
In 1921 werd hij lid van de Koninklijke Nederlandse Akademie van Wetenschappen. In 1928 hield hij een belangrijke lezing over 'The Natchez Social System' in New York en in Leiden richtten zijn studenten de Ethnological Debating Society WDO op.
Gedurende de oorlog kwam hij vast te zitten in Kamp Sint-Michielsgestel als gijzelaar wegens het weigeren te tekenen van de loyaliteitsverklaring
De Josselin de Jong ging na zijnloopbaan als hoogleraar Culturele Antropologie aan de Universiteit Leiden in 1956 met pensioen. Hij stierf in 1964.
In 1965 werden vier In memoriams gepubliceerd, waaronder die van Patrick de Josselin de Jong, waarin de bijdragen van J.P.B. de Josselin de Jong aan de taalkunde werden belicht.